# Pend Oreille
Los pend d'oreilles o «slka-tkml-schi» (a veces también conocidos como kalispel, que son otra tribu independiente), son un pueblo indígena de los Estados Unidos afincada principalmente en la reserva India Kalispel, localizada al noroeste de Newport, en el homónimo Condado de Pend Oreille, en el estado de Washington. Originalmente vivían en los valles alrededor del lago Pend Oreille, así como a lo largo del valle del río Pend Oreille y del río Clark Fork, y en el lago y río Priest, aunque algunos vivían repartidos por el oeste de Montana y este de Washington, llegando incluso a algunas zonas de la Columbia Británica (donde los kalispel eran llamados «kaniksu»). Formaban al principio un grupo único que luego se dividió en dos bandas, la banda superior o pend oreilles (Upper band, localizados en Montana) y la banda inferior o kalispel (Lower band, localizados en el área del lago Pend Oreille y el valle Calispel). Los estudiosos sitúan la separación entre ambas bandas en Horse Plains (Montana). Los pend oreilles y kalispel son una de las tres Tribus Confederadas Salish y Kootenai de la Nación Flathead.
Su idioma, Kalispel-Pend d'Oreille, pertenece al grupo lingüístico Kalispel (Spokane-Kalispel-Flathead), de la familia de las lenguas salish.

## Etimología
El nombre pend oreille tiene su origen en el francés «pend d'oreilles», el nombre que les dieron los tramperos franceses y que significa «cuelga de las orejas», y que se referiría a los pendientes de grandes conchas que llevaban. Actualmente, también se usan algunas variantes del nombre, como «pend oreilles» o «pend d'oreille» o «pend d'oreilles», encontrándose tanto en minúsculas como en mayúsculas.

## Reserva India Kalispel
La mayor parte de la reserva en la que viven estos nativos está en el noroeste de Newport, Washington, en el homónimo Condado de Pend Oreille. La principal reserva tiene 18.638 km² de tierras a lo largo del río Pend Oreille, al oeste de la frontera entre Washington e Idaho. También hay una pequeña parcela de tierra en la parte occidental del área metropolitana de Spokane, en la ciudad de Airway Heights, con una superficie de 0,202 km², en la que actualmente se levanta el casino «Northern Quest Casino», que es operado por la tribu. La superficie total de tierras de la Reserva India Kalispel («Kalispel Indian Reservation») es de 18.840 km².

## Historia
Fueron encontrados por la Expedición de Lewis y Clark, en 1805, que los mencionan con el nombre de «Coospellar», en el momento en el que estaban cruzando las montañas en su viaje anual para cazar bisontes en el Misuri. Algo más tarde comenzaron a comerciar con los agentes de la Compañía de la Bahía de Hudson.
En 1844 la labor de cristianización fue iniciada por el jesuita padre Adrian Hoecken, que, cuatro años después de que el famoso padre de Smet se hubiera comprometido a llevar el Evangelio entre los indios flathead, estableció la Misión de San Ignacio (St. Ignatius Mission) en la ribera este del Clark Fork, cerca de la frontera de Idaho, en el condado de Stevens, Washington. Cuando fue abandonada en 1850 la Misión de St. Mary, en el río Bitterroot, como consecuencia de las incursiones de los pies negros, la Misión de San Ignacio creció en importancia. En su informe oficial de la comisión para las tribus del noroeste en el año 1853, el gobernador Isaac Stevens dio cuenta en un largo informe de San Ignacio, en el que dice: «Sería difícil encontrar un más bello ejemplo de la exitosa labor misionera». La misión se suspendió en 1855, pero mientras tanto otras misiones jesuíticas habían surgido en la región, y no sólo los kalispel, sino también los colvilles, lakes, okanagan, y flatheads estaban ya completamente cristianizados.
En 1855, la banda de los pend d'oreilles se unió a los flatheads y parte de los kutenai en un tratado con el gobierno por el que se asentaron en la reserva Flathead, en Montana, donde algunos de la miembros de la banda kalispel se unieron a ellos en 1887. En 1872 una parte de los kalispel se unió a la reserva Colville, en Washington. Por último, otros estaban dispersos en diversas partes de Washington y Idaho. Lewis y Clark, calcularon que la tribu tenía unas 1600 almas en 1805. En 1908 se informó oficialmente de que había 670 pend d'oreilles y 192 kalispel en la reserva Flathead, Montana, y 98 kalispel en la reserva Colville, Washington, siendo alrededor de 1000 almas.

## Costumbres
Los pend d'oreilles eran en general pacíficos. Hacían sus armas y herramientas de pedernal, y muchas otras útiles con forma de rocas. Como residencia, usaban los tipis en verano y cabañas en el invierno. Estas cabañas se construían todas con gran totora, que era abundante en la región donde vivían. Estos totorales eran tejidos en esteras llamadas «esteras tule» («tule mats»), que se añadían a un marco de ramas de árbol para formar la cabaña. Hoy en día, la gran comunidad establecida en la reserva Kalispel conserva el nombre de «Tule Hut», en recuerdo de esa vivienda tradicional .
Los caballos que los nativos americanos necesitaban procedían del comercio de pieles de bisonte. Los pend d'oreilles, al igual que muchas otras tribus, cazaban el bisonte y cambiaban sus pieles por otros bienes. Esta tribu vestía ropas, así como pieles, decoradas con colorantes, pinturas, piedras, animales e incluso a veces cañas.
La forma de vida original de los pend oreilles se resume en un informe oficial de 1870 sobre las tribus sin tratado del noreste de Washington, en ese momento reunidas en la reserva Colville:

Los hábitos y la forma de vida de las tribus en este distrito son casi similares. Viven en su mayoría en albergues y se mueven de un lugar a otro en el que puedan procurarse más fácilmente subsistencia. En la primavera, después de plantar sus cultivos, van a la región de Spokane a cavar Couse, raices amargas y cebollas silvestres. Las dos primeras se secan al sol: la cebolla silvestre se mezcla con musgo negro y se hornea bajo piedras calientes. A mediados de mayo recogen varias tipos de camas [una de las varias plantas del género Camassia], cuya raíz (semejante a una cebolla, dulce y sosa) extraen y preparar de la siguiente manera: hacen un lecho de seis u ocho pies de diámetro, de piedras lisas, en el que hacen un fuego, cuando las piedras están al rojo vivo se retiran del fuego y se cubren con hierba verde, una capa de dos o tres pulgadas, sobre la que colocan una capa de camas de seis a doce pulgadas, y sobre el que vuelven a echar hierba verde; luego lo cubren todo con tierra, cerca de seis pulgadas de profundidad, sobre la que realizan un fuego que mantienen de veinticuatro a cuarenta y ocho horas, de acuerdo a la cantidad en el horno; después de ser cocido se retira y se seca al sol. Siendo así que se mantendrá preparado durante años, y es nutritivo y sabroso. Antes de hornear es blanco, después negro. Hay varias praderas de camas en este distrito, pero la mayor es Kalispel, en el río Pend Oreille, lugar en el que cientos de fanegas se extraen y se preparan para el invierno cada año. Alrededor del 1 de julio, los indios recolectan a lo largo y cerca de Kettle Falls, donde realizan la captura del salmón para todo el año que secan a la sombra. También recogen y secan bayas secas y cerezas, que almacenan para el invierno. Mientras asisten a los servicios religiosos en la misión tres veces al día. Después de que hayan recolectado sus cosechas, van a las montañas donde permanecen, cazando y trampeando, hasta una semana antes de Navidad, cuando van a los puestos comerciales para intercambiar sus pieles por suministros. Después de asistir a sus devociones religiosas, regresan a las montañas alrededor de la mitad de enero, donde permanecen hasta la primavera, cuando vuelven a sembrar sus cultivos.
JAMES MOONEY, en la Catholic Encyclopedia (1913), entrada «Kalispel Indians»